# Бойся своих желаний
«Бойся своих желаний» (англ. Wish Upon) — американский триллер, снятый Джоном Р. Леонетти. Премьера кинокартины в США состоялась 14 июля 2017 года, в России — 11 января 2018 года.

## Сюжет
Мать Клэр выходит из дома с мешком, в котором, как потом выясняется, лежит загадочная шкатулка. Она выбрасывает свёрток в мусорный бак, и тут на улицу выбегает ещё маленькая Клэр, чтобы прокатиться на велосипеде. Женщина, пожелав удачи дочери, заходит в дом. Клэр, прокатившись, не находит своей матери и решает подняться на чердак, где видит, что её мать повесилась.
В этот момент Клэр просыпается. Она едет в школу и по дороге встречает дядю Августа, владельца шикарной оранжереи. Там же на машине её подрезает ненавистница Дарси Чапмен, из-за чего Клэр, упав, ранит ногу. Во дворе школы она видит своего отца, который копошится в мусорных баках, и просит его прекратить. Тот отвечает, что никто не видит.
В школе вместе со своими подругами Джун и Мередит Клэр вешает плакат, над которым работала несколько недель, но проходящая мимо Дарси выливает на него кофе.
Тем временем отец Клэр, разбирая хлам на мусорках, находит шкатулку с китайскими иероглифами. Его приятель говорит, что за неё можно получить кучу денег, но он решает подарить эту шкатулку дочери.
В школьной столовой Клэр, Мередит и Джун обсуждают Дарси, и та застаёт их разговор, вследствие чего между Клэр и Дарси происходит потасовка.
После школы Клэр заходит к соседке мисс Делуке, где она рассказывает о своих чувствах к парню Полу, который не проявляет к ней никаких симпатий.
Придя домой, отец Клэр говорит ей, что принёс кое-что. Зайдя в комнату, Клэр видит мешок, в котором лежит шкатулка, она пытается её открыть, но безуспешно. В этот момент ей приходит сообщение от Мередит, в котором говорится, что Дарси рассказала о потасовке всей школе. Далее внимание Клэр привлекают символы на шкатулке, после частичного перевода которых она делает вывод, что шкатулка может исполнить семь желаний. Она желает, чтобы Дарси сгнила заживо. Ночью шкатулка начинает проигрывать мелодию.
Утром Дарси обнаруживает, что её ноги покрылись чернотой, а часть лица — язвой. Дарси в панике зовёт на помощь, но её друзья лишь смеются. Мередит показывает фотографию Дарси Клэр, и та делает вывод, что шкатулка действительно исполняет желания.
Позже заинтересованная шкатулкой Клэр зовёт своего пса Макса, но тот не отзывается. Она идёт на улицу и заглядывает под крыльцо, где видит, что пёс мёртв.
Вечером Клэр загадывает второе желание. Она хочет, чтобы Пол влюбился в неё.
В школе к Клэр подходит Пол и всячески пытается привлечь к себе внимание, но его девушка просит отойти. Клэр ещё больше заинтересовывается шкатулкой. В это время шкатулка начинает проигрывать мелодию. Дядя Август, решив принять ванну, поскальзывается и ударяется головой. Придя домой, Клэр узнаёт о его смерти. В новостях ничего не говорилось о завещании, и Клэр, загадав третье желание, получает всё его состояние.
Далее Клэр занимается шопингом с Джун и Мередит. Тем временем мисс Делука замечает неисправность в работе встроенного измельчителя в раковине, наклоняется и задевает кнопку включения, её волосы утягивает механизм, и, таким образом, она умирает. В это время Клэр первый раз видит, как открывается и играет шкатулка, после мелодии она закрывается, но Клэр не придаёт этому значения.
На следующий день отец показывает Клэр картины, которые нарисовала её мать. Ночью Клэр просыпается и замечает, что некто за ней следит, но, выйдя на балкон, никого не находит. В школе Пол приглашает Клэр на вечеринку, и та неохотно соглашается.
На уроке она пытается найти значение символов на шкатулке в интернете, но безуспешно. Клэр просит Райана отвезти к его сестре Джине. Она переводит символы на шкатулке («Положите на меня руки, чтобы загадать желание, выкинешь меня или продашь, и все твои желания обратятся в прах. После того как музыка перестанет играть, что-то произойдёт»), но Клэр замечает надпись на верхней стороне шкатулки. Джина говорит, что это не слово, а имя Лу Мей.
В 1910 году по Китаю прошлась чума. Подозревали, что Лу Мей и её семья были заражены, поэтому их посадили на карантинный поезд, где они умерли от жары и обезвоживания. Только Лу Мей удалось выжить. Легенда гласит, что она взяла с собой единственную ценную вещь, принадлежащую её семье, — музыкальную шкатулку, и после освобождения из поезда пошла в храм молить об отмщении. Она молилась 7 дней и 7 ночей, и на 7 ночь ей ответил демон Яньван. Лу Мей стала очень богатой, а все её враги были повержены. В 1922 году она умерла, покончив жизнь самоубийством.
Джина замечает ещё одно предложение на шкатулке, но не может его перевести и обращается за помощью к знакомому Майку из университета Алабамы. Клэр и Райан уходят.
По пути домой Клэр видит, что её отец опять копошится в мусорках, и ей это не нравится. Дома она загадывает четвёртое желание. Она хочет, чтобы ей не было стыдно за отца. В это время Джине приходит ответ от Майка, и она пытается дозвониться до Райана, но из-за грозы пропадает свет и сигнал. В это время открывается шкатулка и начинает проигрывать музыку. Джина выходит на балкон и оставляет голосовое сообщение Райану, но от испуга роняет телефон. Зайдя домой, Джина, споткнувшись, натыкается на декоративный рог от статуи быка, который стоит прямо посреди комнаты, и умирает.
Утром Райан пытается дозвониться до Джины, но слышит мелодию её телефона неподалёку. Поднявшись через аварийный выход, он находит её мёртвой. В школе Райан находит Клэр и спрашивает, загадывала ли она желания, на что Клэр неуверенно отвечает «нет». Райан рассказывает Клэр о «расплате кровью», той фразе, которую не могла перевести Джина. Таким образом, Клэр понимает, что во всех происшествиях виновата она.
На следующий день Пол приглашает Клэр сесть к нему за стол, из-за чего его бросает девушка. Друзья Клэр отнеслись к этому негативно. Дома Клэр загадывает пятое желание: стать самой популярной девочкой в школе.
Чуть позже Клэр едет на вечеринку, на которой происходит её первый поцелуй с Полом.
Ночью Клэр просыпается и видит, что за ней снова кто-то следит, она направляется за незнакомцем, но теряет его из виду. Клэр прячет шкатулку в вентиляции.
На следующий день Клэр обнаруживает мисс Делуку мёртвой. В школе она просит Мередит и Джун поговорить после занятий у неё дома. Клэр рассказывает всё о шкатулке, и Мередит считает её сумасшедшей, а Джун советует избавиться от шкатулки, ведь потрачено пять желаний, а Клэр всё ещё несчастна.
На вечеринке Клэр разрывает отношения с Полом, узнав, что это он следил за ней ночью. Тем временем открывается шкатулка и начинает играть музыка. Отец звонит Клэр и говорит, что у него концерт за городом. Клэр вместе с подругами идёт в отель, но Мередит, увлечённая игрой на телефоне, просит подождать её в холле. Тем временем у отца Клэр лопается шина, и он в попытке поменять колесо чудом избегает смерти. Мередит, находясь на 26 этаже отеля, решает спуститься вниз на лифте, тросы которого обрываются во время технического сбоя, вследствие чего Мередит погибает. Джун винит во всём Клэр.
Райан просит Клэр прийти к нему и говорит, что до неё было ещё несколько владельцев этой шкатулки, и что все они умерли. После семи желаний Яньван забирает душу. Райан и Клэр пытаются уничтожить шкатулку, но всё тщетно.
Ночью Клэр видит, как Пол проник к ней в дом. Она прогоняет его, в итоге он от отчаяния режет себе вены.
Утром Клэр теряет шкатулку. В дом почти сразу же приезжают полицейские и выселяют отца и Клэр по причине неуплаты налогов за десять лет. Оба возвращаются в свой старый дом.
В школе Клэр видит, что это Джун украла шкатулку. В ходе потасовки Клэр толкает Джун с лестницы, отчего та теряет сознание. Райан пытается уговорить Клэр избавиться от шкатулки, но та сошла с ума и просит не мешать ей, иначе она потратит одно желание на него.
Дома одержимая шкатулкой Клэр загадывает шестое желание: она хочет, чтобы её мать не покончила с собой. Через секунду мать Клэр стучится к ней в дверь и поздравляет с днём рождения. Клэр идёт на чердак и находит картину с изображением шкатулки, с ужасом понимая, что её мать была предыдущим владельцем. Клэр слышит мелодию. Увидев в окно, что отец работает рядом с бензопилой, она понимает, что он следующая жертва. Спасти его не удаётся, и, окончательно обезумев, Клэр загадывает последнее, седьмое, желание: вернуться в то утро, когда отец нашёл шкатулку. Найдя её раньше, она спешит во двор школы. Там она просит Райана взять сумку, в которой лежит шкатулка, и закопать её. После поцелуя Клэр убегает, но Дарси на машине сбивает её насмерть. Яньван забрал душу Клэр. Под музыку шкатулки начинаются титры.
Сцена после титров
Райан копает яму для сумки, но из любопытства открывает её и видит шкатулку. Прочитав символы, он забирает её с собой.

## В ролях
| Актёр            | Роль          |
| ---------------- | ------------- |
| Джоуи Кинг       | Клэр Шэннон   |
| Ли Ки Хон        | Райан         |
| Райан Филлипп    | отец Клэр     |
| Шеннон Пёрсер    | Джун          |
| Сидни Парк       | Мередит       |
| Шерилин Фенн     | миссис Делука |
| Джерри О’Коннелл | Алекс         |

## Производство
27 июля 2016 года было объявлено, что режиссером будет Джон Леонетти. Продюсером фильма выступила Шерил Кларк и ее продюсерская компания Busted Shark Productions, а сценарий написала Барбара Маршалл. Съёмки фильма начались в Торонто в ноябре 2016 года.

## Критика
Фильм получил негативные отзывы от кинокритиков. На сайте Rotten Tomatoes кинолента имеет рейтинг 19 %, на основе 94 рецензий критиков со средним баллом 4 из 10. На Metacritic фильм получил 32 балла из 100 на основе 24 рецензий, что считается по большей части негативным приёмом.
Эндрю Баркер из Variety написал: «По любым нормальным стандартам подростковых фильмов ужасов — это довольно плохой фильм. Но его плохость носит такой отчетливый и странный характер, что он не может не проявлять непреднамеренное очарование».